# Псевдокомитат
Псевдокомитаты (лат. pseudocomitatensis) — вспомогательные солдаты позднеримской армии.
После окончившегося сокрушительным поражением римлян сражения при Адрианополе (9 августа 378 года) стала заметна нехватка основных военных ресурсов и хорошо обученной тяжелой пехоты (комитатов). Тогда были введены псевдокомитаты. До этого практика эта уже была. Часть лимитанов в зоне военных действий переоснащались, становясь подобием комитатов, а после войны становились опять пограничниками. Однако потери в тяжелой пехоте и варварские вторжения со временем перевели наиболее боеспособные части лимитанов в псевдокомитаты. Они по своей характеристике ничем не уступали регулярным войскам, но в реальных боевых условиях это были те же лимитаны, только лучше вооруженные. Зачастую переходили на сторону более сильного соперника. Позднее стали разменной монетой среди последних Римских императоров.
Одним из псевдокомитатов был Первый Армянский легион. Всего в Западной Римской империи и Восточной существовало до 46 легионов, каждый численностью от 800 до 1200 человек.